# 캐딜락 XT5
캐딜락 XT5(Cadillac XT5)는 제너럴 모터스 산하의 캐딜락이 생산중인 중형 크로스오버 SUV이다.

## 1세대

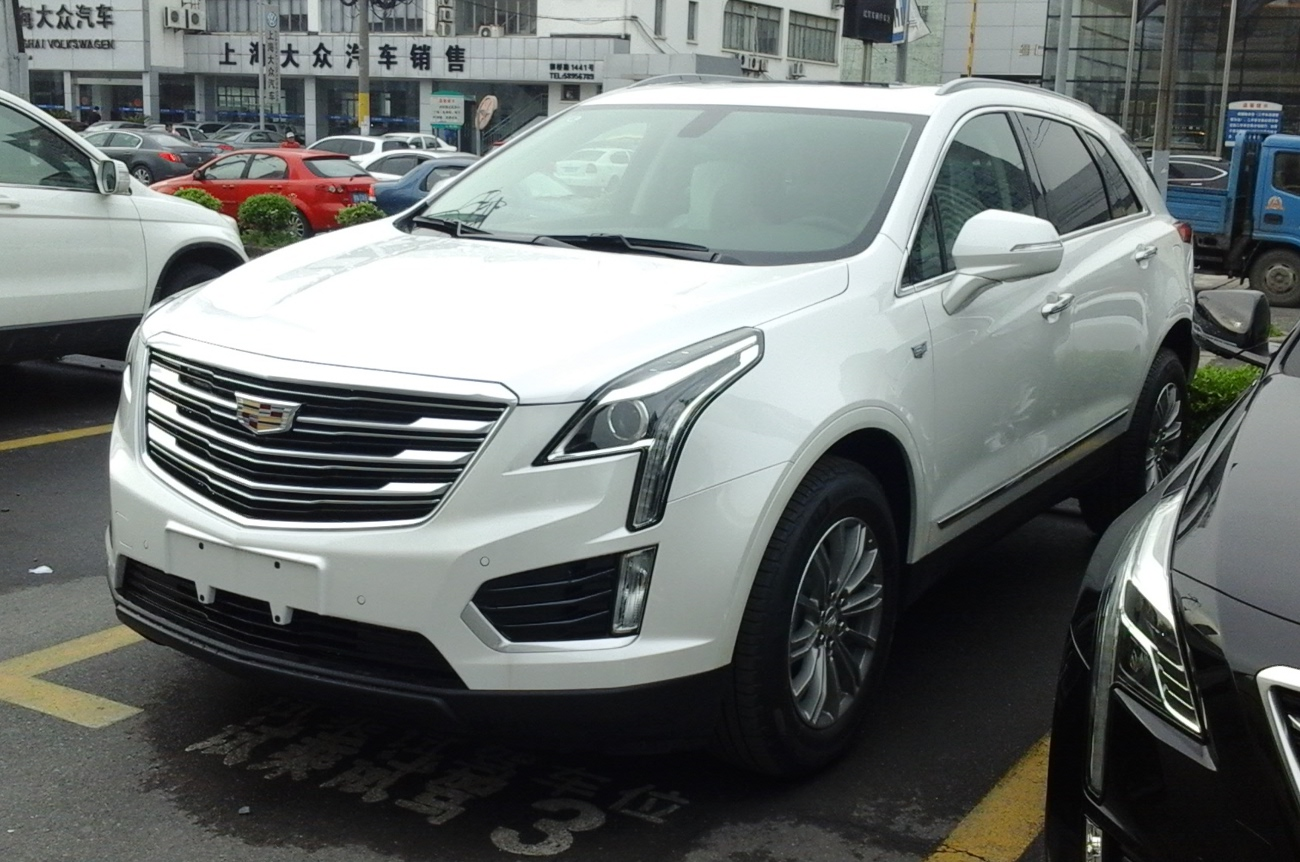
캐딜락 XT5 정측면

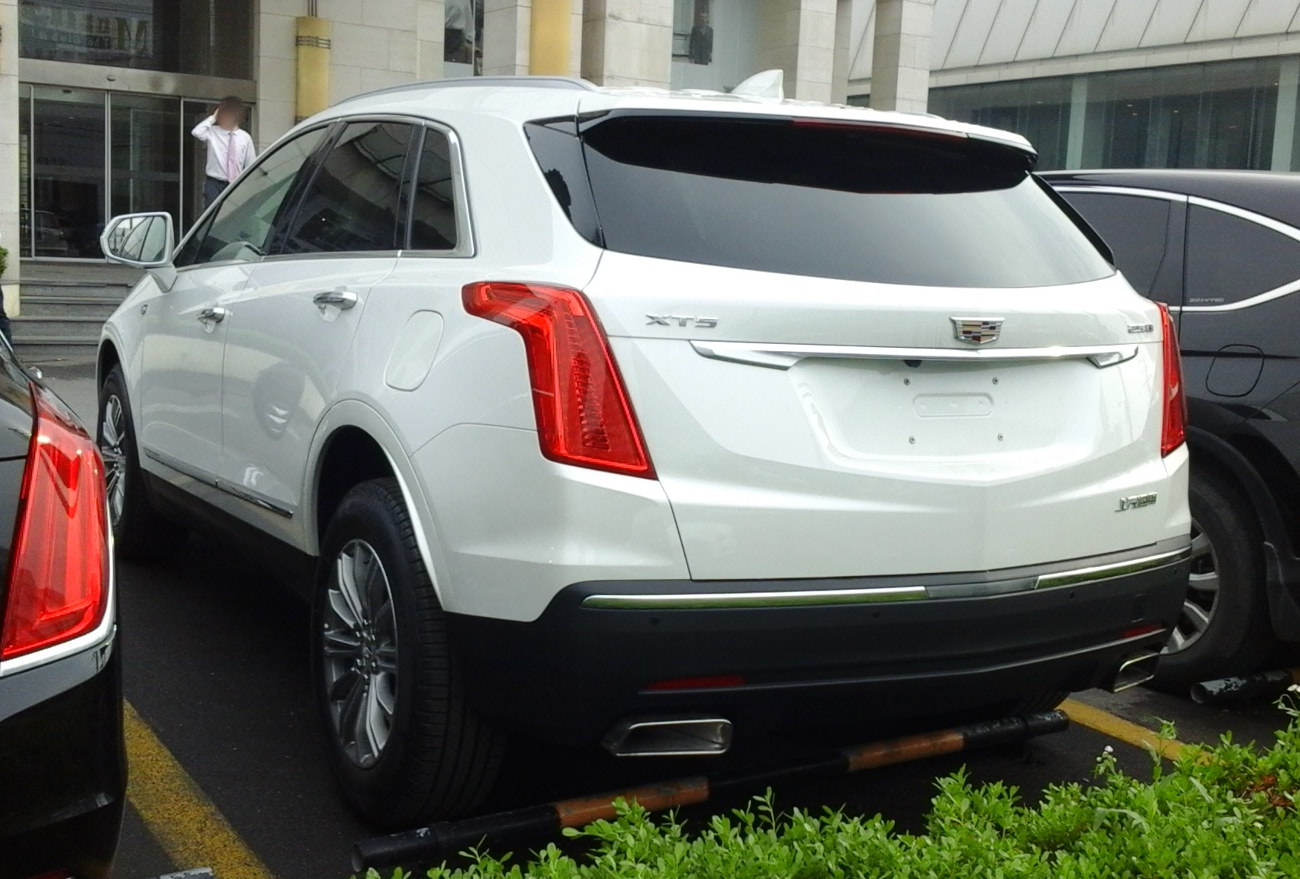
캐딜락 XT5 후측면

SRX의 풀 모델 체인지된 후속 차종이지만, 요한 드 나이슨 사장 체제에서 새롭게 제정된 알파-뉴메릭 네이밍 체계에 따라 XT5라는 새로운 이름으로 명명됐다. C1XX 플랫폼 기반으로 제작되었으며, 이 플랫폼을 GMC 아카디아와 쉐보레 트래버스, 뷰익 엔클레이브와 공유한다. 2015년에 두바이 모터쇼와 LA 오토쇼에서 최초로 공개되었으며, 2016년 봄에 출시되었다. 차체는 SRX보다 123kg나 가벼워졌으며, 최고출력 314마력, 최대토크 37.4kg.m을 내는 V6 3.6리터 DOHC 엔진과 2.0리터 트윈 스크롤 가솔린 터보 엔진이 얹힌다. 8단 자동변속기가 조합되며, 네 바퀴 모두 엔진 힘을 전달한다. 특히 연료 절감 기술이 눈에 띈다. 6기통 엔진은 혼다의 VCM처럼 상황에 따라 4개의 실린더만 활용하며, 4륜구동 시스템은 정속 주행시 뒷바퀴에 물린 기어를 잠시 빼서 전륜구동 상태로 전환해 연료를 아낄 수 있다. 대한민국에서는 2016년 5월 31일에 부산 국제 모터쇼를 앞두고 GM 프리미어 나이트를 통해 소개됐으며, 2016년 11월에 정식 수입이 개시되었다.